# Bellevue, Wisconsin
Bellevue là một làng thuộc quận Brown, tiểu bang Wisconsin, Hoa Kỳ. Năm 2006, dân số của làng này là 11828 người.